# 5365 Fievez
5365 Fievez eller 1981 EN1 är en asteroid i huvudbältet som upptäcktes den 7 mars 1981 av den belgiske astronomen Henri Debehogne och den italienske astronomen Giovanni de Sanctis vid La Silla-observatoriet. Den är uppkallad efter Charles Fiévez.
Asteroiden har en diameter på ungefär 2 kilometer.